# جزيرة تيدونغ (كاليمانتان الشرقية)
جزيرة تيدونغ وهي جزيرة من جزر إندونيسيا، وتقع في إقليم كالمنتان الشرقية، ضمن أرخبيل بورنيو.